# Polytechnic College Suriname
Het Polytechnic College Suriname (PTC) is een hogeschoolinstelling in Suriname die zich richt op beroepsgerichte technische opleidingen. Het werd op 21 februari 1997 opgericht in Paramaribo. In 2014 werd een tweede vestiging geopend in Nickerie in de richtingen Werktuigbouwkunde, Agronomie en ICT.
Studenten ronden de opleiding af met de titel Bachelor of Applied Technology (B.Tech). Naast vijf bacheloropleidingen is er nog een masterprogramma met accreditatie door het Nationaal Orgaan voor Accreditatie (NOVA). Het PTC is sinds 2013 ISO-gecertificeerd

## Structuur
Het PTC is een stichting met één bestuursorgaan. Het bestuur wordt voor drie jaren benoemd en bestaat uit negen bestuursleden uit verschillende sectoren, die op voordracht van de stakeholders benoemd worden door het ministerie van Onderwijs, Wetenschap en Cultuur. Het bestuur houdt toezicht op en oefent controle uit over de stichting. De dagelijkse leiding van het PTC ligt in handen van de directeur.

## Opleidingen
| Vakgebied             | Studierichting                         | Studiejaren |
| --------------------- | -------------------------------------- | ----------- |
| Agriculture & Health  | Agribusiness Management                | 4           |
|                       | Agronomie                              | 4           |
|                       | Animal Production & Health Technology  | 3           |
|                       | Food Technology                        | 5           |
|                       | Hoger Laboratorium Onderwijs           | 5           |
| College of Technology | Elektrotechniek                        | 4           |
|                       | Information & Communication Technology | 4           |
|                       | Infrastructuur                         | 4           |
|                       | Werktuigbouwkunde                      | 4           |
| College of Logistics  | Hydrology                              | 4           |
|                       | Vastgoed & Makelaardij                 | 4           |

## Samenwerking
Op het PTC bevindt zich een hub van de Suriname National Training Authority en verder werkt het samen met verschillende ministeries, lokale organisaties zoals Stichting Werkgroep Santigron en bedrijven zoals de Scheepvaart Maatschappij Suriname (SMS). Daarnaast worden er studiereizen naar verschillende buitenlanden georganiseerd.
Het PTC werkt samen met de volgende buitenlandse schoolinstellingen:
- Avans University of Applied Sciences, Breda, 's-Hertogenbosch en Tilburg[5]
- Saxion Hogeschool, Deventer en Enschede[7]
- TSM Business School, Enschede[8]
- Instituto Federal de Brasília[5]
- Universiteit van Matanzas in Cuba[5]

## Stimuleringsplan
In 2019 kwamen minister Lekhram Soerdjan van Ruimtelijke Ordening, Grond- en Bosbeheer en Assemblée-vicevoorzitter Melvin Bouva met een stimuleringsplan voor hoge cijfers, door de zes best geslaagden van het PTC te belonen met een perceel grond in Reeberg in Wanica. Bouwgrond is anno 2019 schaars in Suriname.